# Thalia Theater (Hamburg)
El Thalia Theater és un dels tres teatres de propietat estatal d'Hamburg, a Alemanya. Va ser fundat el 1843 per Charles Maurice Schwartzenberger que va donar-li el nom de la musa Talia. L'edifici és situat al carrer Raboisen del barri Alstad, prop de Binnenalster.